# Difludiazepam
Difludiazepam, kemiskt namn: Ro-07-4065 är en bensodiazepin och designerdrog, närmast besläktad med fludiazepam och diazepam. Substansen upptäcktes på 1970-talet men utvecklades aldrig till någon medicin som marknadsfördes, då den inte ansågs effektiv nog, utan har istället använts inom forskningen för att studera och granska GABA-receptorerna på molekylär nivå. Difludiazepam har ett IC50-värde på 4.1nM. Dess molekylära vikt är 320.72 g/mo.
Under 2020-talet har Difludiazepam åter kommit i rampljuset som en laglig designerdrog och dopningspreparat för dess lugnande, muskelavslappnande och återhämtande effekter. Dopingfall har uppdagats i Storbritannien. Svenska myndigheter utreder ett förbund under läkemedelslagen, men ännu så länge (2025) är substansen laglig att både inneha och bruka i Sverige.
I Frankrike, Nederländerna och i USA säljs substansen oreglerat på den öppna marknaden, officiellt i forskningssyfte.